# Harold Alden Wheeler
Harold Alden Wheeler  (* 10. Mai 1903 in Saint Paul (Minnesota); † 25. April 1996 in Ventura (Kalifornien)) war ein US-amerikanischer Elektrotechniker. 

## Leben
Seine Eltern waren William Archibald Wheeler und Harriet Marie Alden Wheeler (eine Nachfahrin von John und Priscilla Alden). Die Familie lebte einige Jahre in Mitchell (South Dakota) und zog dann nach Washington, D.C.
Er studierte Physik an der George Washington University, erwarb 1925 seinen Bachelor of Science und setzte sein Studium bis 1928 an der Johns Hopkins University fort. 
Daneben arbeitete er am Radio-Labor des National Institute of Standards und ab 1922 bei Louis Alan Hazeltine am Stevens Institute of Technology, nachdem sie herausgefunden hatten, dass sie unabhängig voneinander den Geradeausempfänger Neutrodyne erfunden hatten. Bei diesem wurde die schwankende Kapazität zwischen den Trioden-Gittern neutralisiert. 1924 wurde er der erste Mitarbeiter der Hazeltine Corporation und entwickelte 1925 den ersten Empfänger mit automatischer Lautstärkeregelung. Als er von 1930 bis 1939 das Hazeltine Labor in Bayside, Long Island, leitete, erhielt er 126 Patente. Als es 1939 nach Little Neck, Long Island, verlegt wurde, wurde er Vize-Präsident und Chefingenieur. Nun arbeitete er am FM- und TV-Empfang. 
Im Zweiten Weltkrieg arbeitete er an der Ausrüstung für die Freund-Feind-Erkennung. 1946 gründete er in Great Neck und Smithtown auf Long Island die Wheeler Laboratories, Inc. zur Entwicklung von Mikrowellen-Schaltkreisen, Antennen für Raketen-Verfolgungs-Systemen und Zielsuch-Radar. Als seine Firma 1959 von Hazeltine übernommen wurde, wurde er dort Direktor und Vize-Präsident.